# Botho Prinz zu Sayn-Wittgenstein-Hohenstein

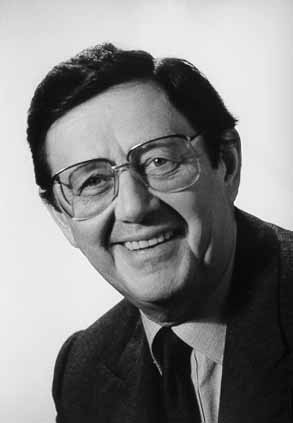
Botho zu Sayn-Wittgenstein-Hohenstein

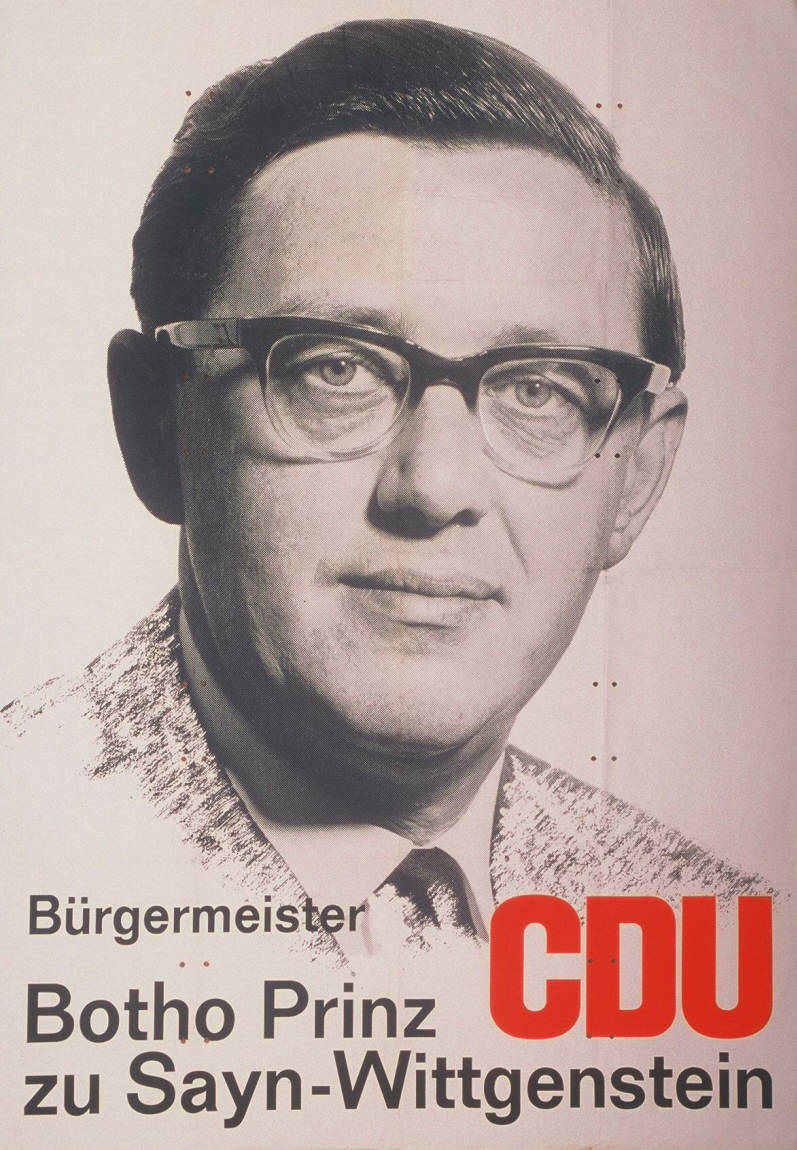
Kandidatenplakat zur Bundestagswahl 1965

Botho Eberhard Ernst August Chlodwig Prinz zu Sayn-Wittgenstein-Hohenstein (* 16. Februar 1927 in Eisenach; † 27. Januar 2008 in Bad Reichenhall) war ein deutscher Politiker (CDU). Er war von 1965 bis 1980 Bundestagsabgeordneter. Nach seinem Ausscheiden aus dem Bundestag war er von 1982 bis 1994 Präsident des Deutschen Roten Kreuzes und anschließend Ehrenpräsident des DRK und Vorsitzender der Ständigen Kommission des Roten Kreuzes und Roten Halbmonds.

## Leben
Botho Prinz zu Sayn-Wittgenstein-Hohenstein wurde als jüngstes von vier Kindern von Georg Prinz zu Sayn-Wittgenstein-Hohenstein (1873–1960), aus dem Haus Sayn-Wittgenstein, und Marie Freiin von Freusburg, geborene Rühm (1892–1975), der Tochter eines Herzoglich Altenburgischen Oberförsters geboren. Der Mutter wurde am 12. Dezember 1916 durch Fürstlich Lippische Verleihung in Detmold der Adelstitel Freifrau von Freusburg verliehen. Aufgrund der zur damaligen Adels- und Kaiserzeit nicht hausgesetzmäßigen Ehe der Eltern erhielten die Kinder über die Mutter den bürgerlich-rechtlichen Familiennamen Freiherr von Freusburg beziehungsweise Freiin von Freusburg.
Bis auf den bereits in der Kaiserzeit 1914 geborenen ältesten Bruder Bothos, Rolf Georg Freiherr von Freusburg, beantragten die ab 1919 in der Weimarer Republik geborenen Geschwister eine auf ihren Vater Georg Prinz zu Sayn-Wittgenstein-Hohenstein bezogene Namensänderung in Prinzessin beziehungsweise Prinz zu Sayn-Wittgenstein-Hohenstein, die das Landgericht in Eisenach mit vorheriger Einverständniserklärung von August Fürst zu Sayn-Wittgenstein-Hohenstein (1868–1948), dem bis 1919 letzten Fürsten der Laaspher zu Sayn-Wittgenstein-Hohenstein-Linie und ältesten Bruder von Georg Prinz zu Sayn-Wittgenstein-Hohenstein, am 1. April 1946 per Anordnung erließ.
Seit 1959 war er mit Elisabeth Freiin von Zedlitz und Leipe (1937–2020) verheiratet. Aus der Ehe gingen drei Kinder hervor, Sohn Georg, geb. am 4. April 1960, und die Töchter Friederike, geb. am 21. November 1962, und Katharina am 22. September 1965.
Botho Prinz zu Sayn-Wittgenstein-Hohenstein übersiedelte im Jahr 1945 von Eisenach nach Laasphe, heute Bad Laasphe, der Heimatstadt seiner Vorfahren, wo er ein Jahr später sein Abitur ablegte. Anschließend absolvierte er eine Ausbildung zum Krankenpfleger. Danach studierte er Medizin an der Philipps-Universität Marburg und war von 1955 bis 1956 als Arzt der Deutschen Indien-Expedition tätig. Von 1957 bis 1958 bewirtschaftete er ein Waldgut der Familie. Später war er bis 2001 Vorsitzender des Verwaltungsrates der Fürst Wittgenstein’schen Waldbesitzergesellschaft in Bad Laasphe.

## Wirken
In den Jahren 1958/1959 war er zunächst stellvertretender Bürgermeister, von 1959 bis 1969 Bürgermeister der Stadt Laasphe. Von 1965 bis 1980 war Botho Prinz zu Sayn-Wittgenstein-Hohenstein für die CDU Mitglied des Deutschen Bundestages. Bei seiner ersten Bundestagskandidatur gewann er 1965 das Direktmandat im Bundestagswahlkreis Siegen-Wittgenstein. Bei den darauffolgenden Bundestagswahlen von 1969, 1972 und 1976 zog er jeweils über die Landesliste der CDU-Nordrhein-Westfalen in den Bundestag ein.
Als Bundestagsabgeordneter der CDU war Botho Prinz zu Sayn-Wittgenstein-Hohenstein nach 1972 stellvertretender Vorsitzender des Ausschusses für Jugend, Familie und Gesundheit und zudem gesundheitspolitischer Sprecher der CDU/CSU-Bundestagsfraktion. In dieser Funktion leitete er bis 1976 auch den Unterausschuss Arzneimittelrecht des Deutschen Bundestages, der das erste vom Bundestag verabschiedete Arzneimittelgesetz erarbeitete. Von 1973 bis 1980 war er nacheinander stellvertretender Vorsitzender und Vorsitzender der Interparlamentarischen Vereinigung, einer internationalen Vereinigung von Parlamentariern aus verschiedenen Ländern. In den 1990er und 2000er Jahren gehörte Botho Prinz Wittgenstein dem Fernsehrat des Zweiten Deutschen Fernsehens (ZDF) an.
Er war bereits im Jahr 1944 Mitglied des Deutschen Roten Kreuzes (DRK) geworden. 1979 wurde er in das DRK-Präsidium gewählt Im Jahr 1982 wurde er Präsident des DRK und 1988 für eine weitere Amtszeit bis 1994 wiedergewählt. Während seiner Amtszeit kam es Ende 1990 zur Vereinigung des DRK der Bundesrepublik mit dem DRK der DDR. Seit dem 11. November 1994 war er DRK-Ehrenpräsident und gehörte weiterhin dem Kuratorium des DRK als Mitglied an. In den Jahren von 1993 bis 1995 war er zudem Vorsitzender (Chairman) der Ständigen Kommission der Internationalen Rotkreuz- und Rothalbmond-Bewegung.
Bundespräsident Karl Carstens verlieh ihm zum Verfassungstag am 22. Mai 1984 das Große Verdienstkreuz des Verdienstordens der Bundesrepublik Deutschland, am 11. Mai 1987 erhielt er den Verdienstorden des Landes Nordrhein-Westfalen, im Jahr 1995 wurde ihm von Bundespräsident Roman Herzog das Große Verdienstkreuz mit Stern und Schulterband verliehen. Im selben Jahr erhielt er die Henry-Dunant-Medaille der Rotkreuz-Bewegung. 2002 erhielt der Laaspher Bürgermeister der Jahre 1959 bis 1969, der auf Hof Breitenbach zwischen den Bad Laaspher Ortsteilen Herbertshausen und Feudingen beheimatet war, den Ehrenbrief der Stadt Bad Laasphe. Am 27. Januar 2008 verstarb Botho Prinz zu Sayn-Wittgenstein-Hohenstein im Alter von 80 Jahren.